# 웨일스 공자 조지
웨일스 공자 조지(영어: Prince George of Wales, 2013년 7월 22일~)는 영국 웨일스 공 윌리엄과 웨일스 공비 캐서린 사이에서 태어난 아들이다. 찰스 3세 국왕과 전 부인 다이애나의 첫 번째 손자이며 여왕 엘리자베스 2세와 남편 에든버러 공작 필립의 3번째 증손이다. 영국 왕위 계승 순위 제2위이다.
2012년 12월 3일, 클래런스 하우스(Clarence House)에서는 영국 케임브리지 공작 윌리엄 왕자와 부인 캐서린이 첫번째 아이를 임신하였다고 발표하였다. 캐서린은 초기 입덧이 심해 병원에 입원해야 했기 때문에 계획했던 것보다 임신을 빨리 발표하였다. 2013년 7월 22일 캐서린은 런던의 세인트 메리 병원에 입원하여 3.8kg의 조지 왕자를 출산했다. 윌리엄이 출산시 옆을 계속 지켰다고 한다. 다음날인 7월 23일 윌리엄과 캐서린은 병원을 떠나면서 기자들에게 촬영을 허용했고 영국 왕위 계승 순위 2위인 왕자의 모습이 최초로 세계에 공개되었다. 7월 24일 왕실은 아기의 공식 이름이 조지 알렉산더 루이(George Alexander Louis)라고 발표했다. 윌리엄은 2주간의 출산 휴가를 떠났다.